# Tasiocera (Tasiocera) bucephala
Tasiocera (Tasiocera) bucephala is een tweevleugelige uit de familie steltmuggen (Limoniidae). De soort komt voor in het Australaziatisch gebied.